# Abaja (Saaremaa)
Koordinaten: 58° 22′ N, 22° 2′ O

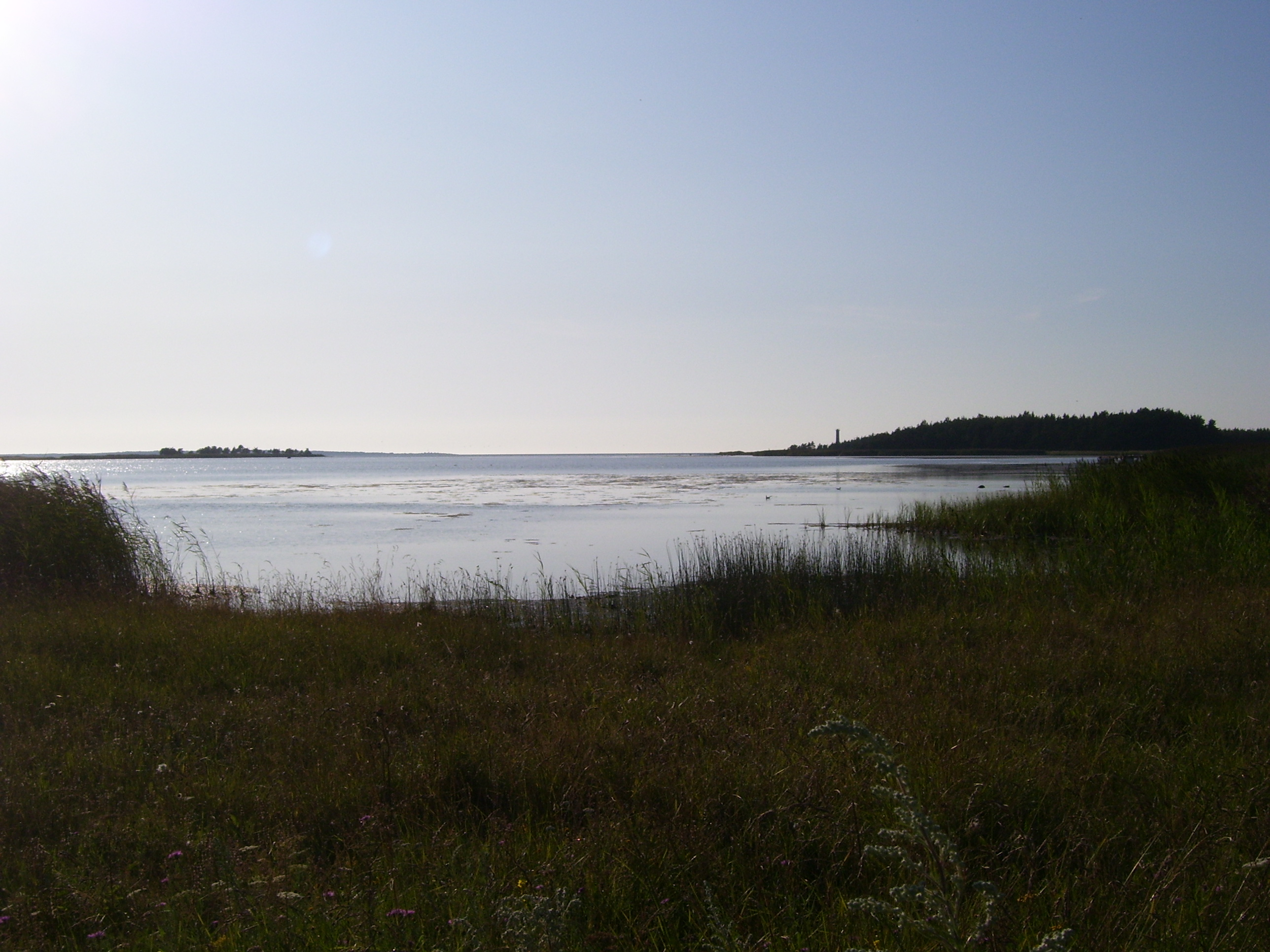
Die Bucht von Abaja (Abaja laht)

Abaja ist ein Dorf (estnisch küla) auf der größten estnischen Insel Saaremaa. Es gehört zur Landgemeinde Saaremaa (bis 2017: Landgemeinde Kihelkonna) im Kreis Saare.
Das Dorf hat heute nur noch einen Einwohner (Stand 31. Dezember 2011). Es liegt unmittelbar nördlich von Kihelkonna.